# Штос, Фейт
Фейт Штос, Фейт Штосс (нем. Veit Stoß) или Вит Ствош (пол. Wit Stwosz, около 1447, Хорб-ам-Неккар — 20 сентября 1533, Нюрнберг) — немецкий скульптор, резчик по дереву, живописец и гравёр позднего средневековья, эпохи интернациональной готики и начала Северного Возрождения. Работал в Южной Германии и Чехии. Создатель шедевра позднеготического искусства — резного алтаря Мариацкого костёла в Кракове.
Его творчество оказало влияние на позднеготическую швабскую школу резных деревянных алтарей.

## Жизнь и работа в Кракове
О ранних годах жизни Фейта Штоса сведений сохранилось крайне мало. Помимо места рождения в Хорб-ам-Неккаре (Баден-Вюртемберг) имеются свидетельства, указывающие на то, что раннее образование Штоса могло проходить на территории современной Швейцарии. Более того, его брат родился в Арау на севере Швейцарии, что позволяет предположить, что семья художника жила в этом регионе и что Штос скорее родился в городке Хорбен, расположенном в 30 км к юго-востоку от Арау.
Далее о его жизни ничего неизвестно до 1473 года, когда он переехал в Нюрнберг во Франконии и женился на Барбаре Герц. Их старший сын Андреас родился там до 1477 года, когда Штос переехал в Краков, королевскую столицу Польши.
Фейт Штос (в Польше: Вит Ствош) работал в Кракове в 1477—1496 годах, а затем Нюрнберге. Соответственно, в его творчестве различают два периода: краковский и нюрнбергский. Его начальное образование неизвестно. В его произведениях очевидно влияние школы Верхнего Рейна, в частности Николауса Герхарта, других южных регионов Германии, например Ульма, а также традиций нидерландского искусства Северного Возрождения. Знаток немецкой скульптуры М. Я. Либман на основе имеющихся документов прямо утверждал, что Фейт Штосс прошёл обучение в Швабии или в районе Верхнего Рейна, «о чём позволяют судить заметные у него элементы стиля Николауса Герхарта» и далее писал:

 «Его талант расцвёл в польском Кракове. Он был настолько самобытен и могуч, что, в сущности, положил начало расцвету польской скульптуры на рубеже XV—XVI веков. Импульс, данный Штосом, продолжался вплоть до XVII столетия и распространялся по Польше, Пруссии, Чехии, Венгрии, Словакии, Трансильвании. Вернувшись в Германию, Штосс поселился в Нюрнберге. Несмотря на то, что в личной и общественной жизни он частенько противопоставлял себя согражданам и в результате оказался в социальной изоляции, его искусство возымело и тут огромное воздействие на современников… Его творчество… принадлежит европейской художественной традиции»
Впервые имя Штосса появилось в источниках в 1477 году, когда он отправился в Краков чтобы создать свою первую крупную работу — главный алтарь Мариацкого костёла (Костёла Взятия на небо Пресвятой Девы Марии), а также надгробие польского короля Казимира IV Ягайло из красного крапчатого мрамора в Вавельском соборе (1492). Созданный Штоссом в Мариацком костёле алтарь по заказу немецкой общины Кракова является крупнейшим готическим резным алтарём в мире (его высота — 13 м, ширина — 11 м, высота фигур до 2,80 м). Для его создания была организована большая мастерская, в которой работали столяры, резчики, живописцы, позолотчики.
Во время Второй мировой войны по приказу Ганса Франка — генерал-губернатора этого региона оккупированной Польши — около 1941 года разобранный алтарь был отправлен в нацистскую Германию. Он был вновь обнаружен в 1945 году в Баварии, спрятанный в подвале сильно разбомблённого Нюрнбергского замка. Aлтарь подвергся масштабным реставрационным работам в Польше и десять лет спустя был возвращён на свое место в костёл.
В 1481 году Штос приобрёл дом в старом городе Кракова, между главным рынком и Вавельским замком. Он добился высокой репутации в Кракове, что отразилось, среди прочего, в редкой привилегии освобождения от налогов (1484).

## Творчество Штосса в Нюрнберге
Разбогатев, в 1496 году с женой и восемью детьми Фейт Штос вернулся в Нюрнберг. Его сын Виллибальд Штосс стал резчиком и жил в Нюрнберге до 1560 года. Сыновья Филипп и Фейт Штос Второй были помощниками в его мастерской. Штос восстановил гражданство и возобновил работу в качестве скульптора. В 1499 году он купил большой дом в центре города, который стоил 800 флоринов, что было примерно в три раза дороже, чем стоил дом выдающегося нюрнбержца Альбрехта Дюрера.
Между 1500 и 1503 годами он вырезал позднее утраченный алтарь для приходской церкви в Шваце, Тироль, «Взятие Девы Марии в небесную Славу». Он создал каменные и деревянные скульптуры, а также «Мемориальный фундамент Фолькамера» (Volckamersche Gedächtnisstiftung, 1499) в нюрнбергской приходской церкви Св. Зебальда, композицию, состоящую из ряда каменных рельефов со сценами Страстного цикла (Тайная вечеря, Елеонская гора, Взятие Христа под стражу), над которым высились две деревянные неокрашенные скульптуры «Мужа Скорбей» и «Матери Скорбей» (Schmerzensmannes und der Schmerzensmutter).
После возвращения в Нюрнберг в 1503 году Штосс подделал печать и подпись торговца, который его обманул, попытавшись восполнить потерю денег подделкой документов. Он был привлечён к длительным судебным разбирательствам. Ему грозила смертная казнь и только известность спасла ему жизнь. В декабре 1503 года по приговору суда художнику пронзили обе щеки раскалённым железом. Он не мог покинуть город без разрешения городского Совета, но в 1504 году сбежал в Мюннерштадт. В 1505 году добровольно вернулся в Нюрнберг, где был вновь арестован. Письмо императора Максимилиана I с просьбой о помиловании Штосса было отвергнуто советом свободного имперского города как вмешательство во внутренние дела.
Из-за его агрессивного поведения совет имперского города в 1506 году записал Штоса в реестр «проблемного гражданина», который «как ошибочный и капризный человек» причинил много хлопот городу. Но благодаря своему выдающемуся таланту Штос впоследствии получил ещё несколько важных заказов от влиятельных граждан Нюрнберга. В 1514 году городской совет Нюрнберга разрешил ему открыть литейную мастерскую, чтобы иметь возможность отлить изготовленную им по поручению императора модель одной из статуй на будущем надгробии Максимилиана I (надгробие в конечном итоге было установлено в Хофкирхе в Инсбруке).
Его старший сын Андреас, служивший настоятелем Нюрнбергского кармелитского монастыря, в 1520 году поручил отцу создать его последнюю работу — главный алтарь кармелитской церкви (в 1937 году перемещён в Бамбергский собор). Фейт Штос умер богатым в 1533 году. Похоронен на кладбище Св. Иоганна в Нюрнберге.

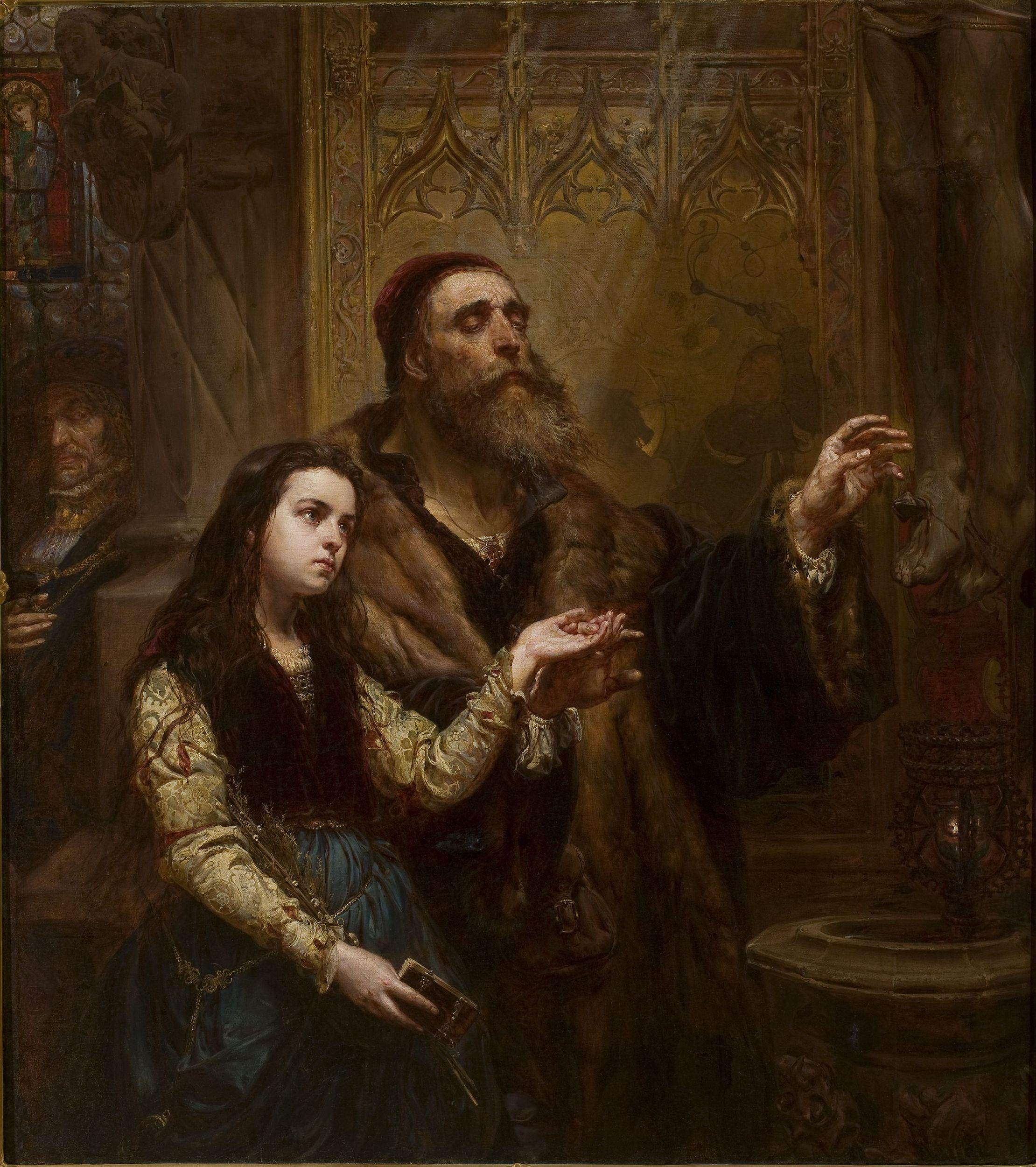
Я. Матейко. Ослепший Вит Ствош с внучкой. 1865. Холст, масло. Национальный музей, Варшава

Выдающимися работами Штоса в Нюрнберге является Распятие (1520) в церкви Св. Зебальда и композиция «Благовещение» (1517—1518) в церкви Святого Лаврентия. Последнее произведение получило название «Ангельское приветствие»: на баварском диалекте (нем. Der Englischer Gruß), или «Ангельское приветствие в Розарии» (нем. Der Engelsgruß im Rosenkranz). «Трудно квалифицировать тип этого произведения, — писал М. Я. Либман, — Это круглая статуарная группа из двух фигур в овальной орнаментальной оправе, подвешенная в хоре церкви. Всё сооружение может быть воспринято с одной, фронтальной точки зрения — из центрального нефа в направлении окон хора. Правда фигуры обработаны также и сзади, что формально превращает их в статуи, но концепция группы рельефна… Группа вырезана из дерева, раскрашена и обильно позолочена. Её размеры огромны: 3,7 × 3,2 м. Но соотношения её с пространством хора и высотой расположения найдены безукоризненно». В верхней части Розария изображён Бог-Отец, вокруг — музицирующие ангелы, внизу — змей с надкушенным яблоком во рту. Семь медальонов изображают «Семь радостей» Девы Марии. «Жизненная наполненность образов при их возвышенной идеальности, отсутствие спиритуалистического начала, несмотря на мистический сюжет, особая активность и чувство внутренней свободы превращают это произведение Штоса в образцовое для немецкого Возрождения». «Фигуры Девы Марии и Архангела Гавриила в венке из пятидесяти пяти роз, несмотря на свои размеры, кажутся парящими в лучах света, струящихся из окон апсиды с цветными стёклами витражей, и воспринимаются подлинной драгоценностью храма».
Почти полностью разрушенный аварией 2 апреля 1817 года это произведение пришлось тщательно восстанавливать. Реставрация 1971 года получила международное признание, при этом были обнаружены ранее скрытые изображения солнца и луны на реверсах верхних медальонов.
В творческом наследии выдающегося художника имеются гравюры резцом на меди. Всего сохранилось десять из тридцати пяти гравюр. Они были созданы в период 1500—1505 годов под влиянием гравюр Мартина Шонгауэра.

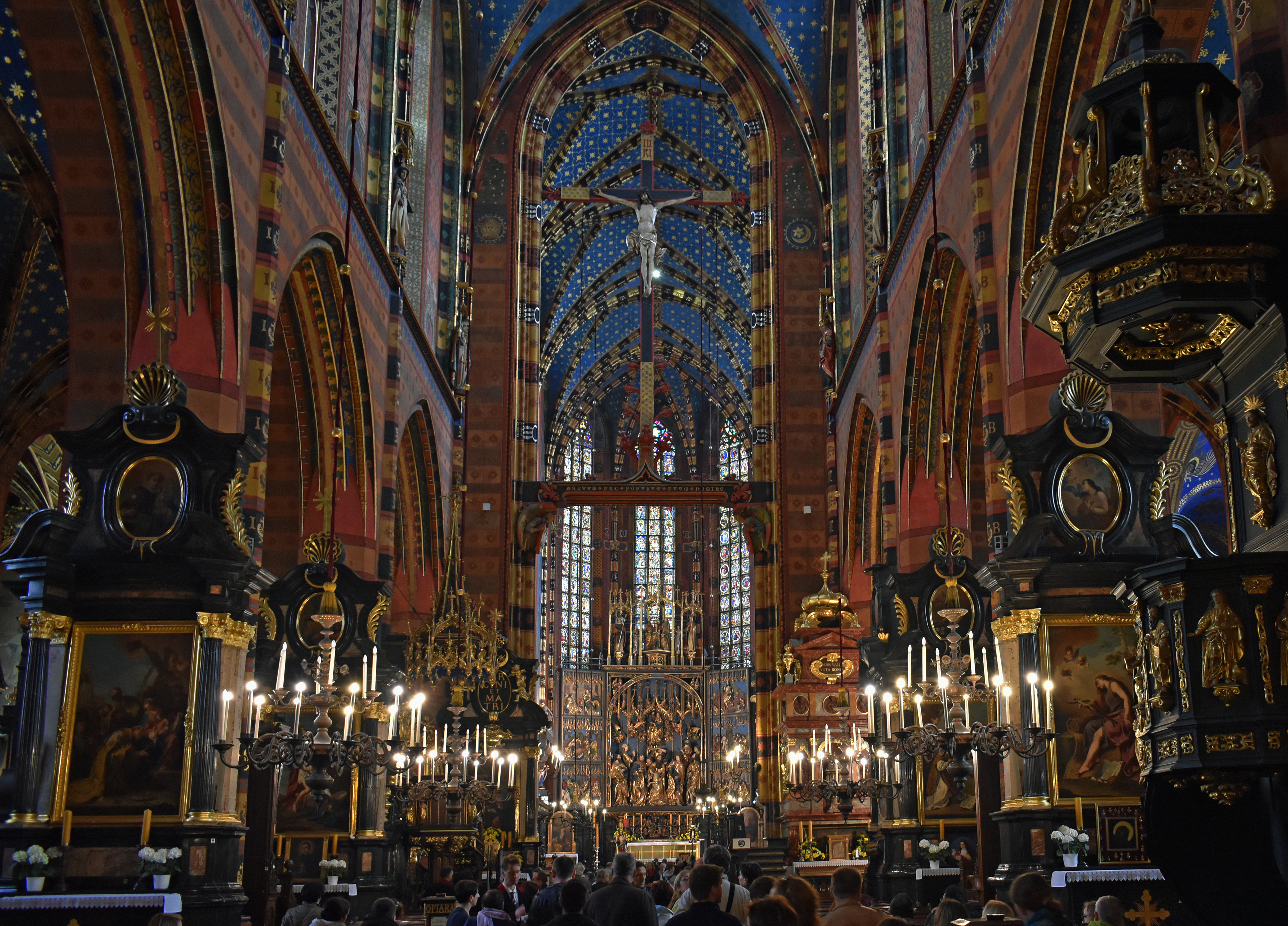
Костёл Взятия на небо Пресвятой Девы Марии (Мариацкий костёл). Интерьер главного нефа с алтарём Фейта Штоса
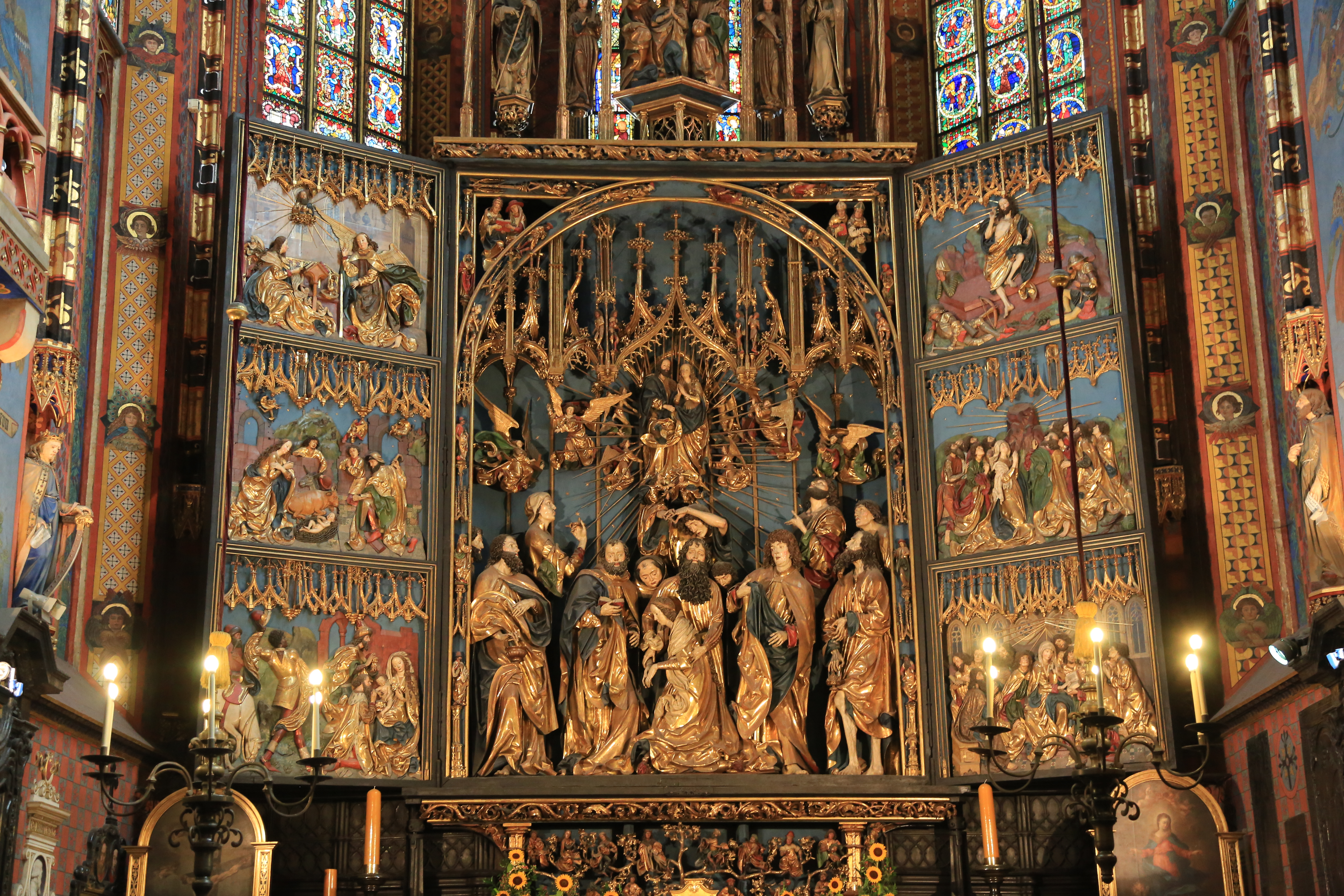
Алтарь Мариацкого костёла. Общий вид
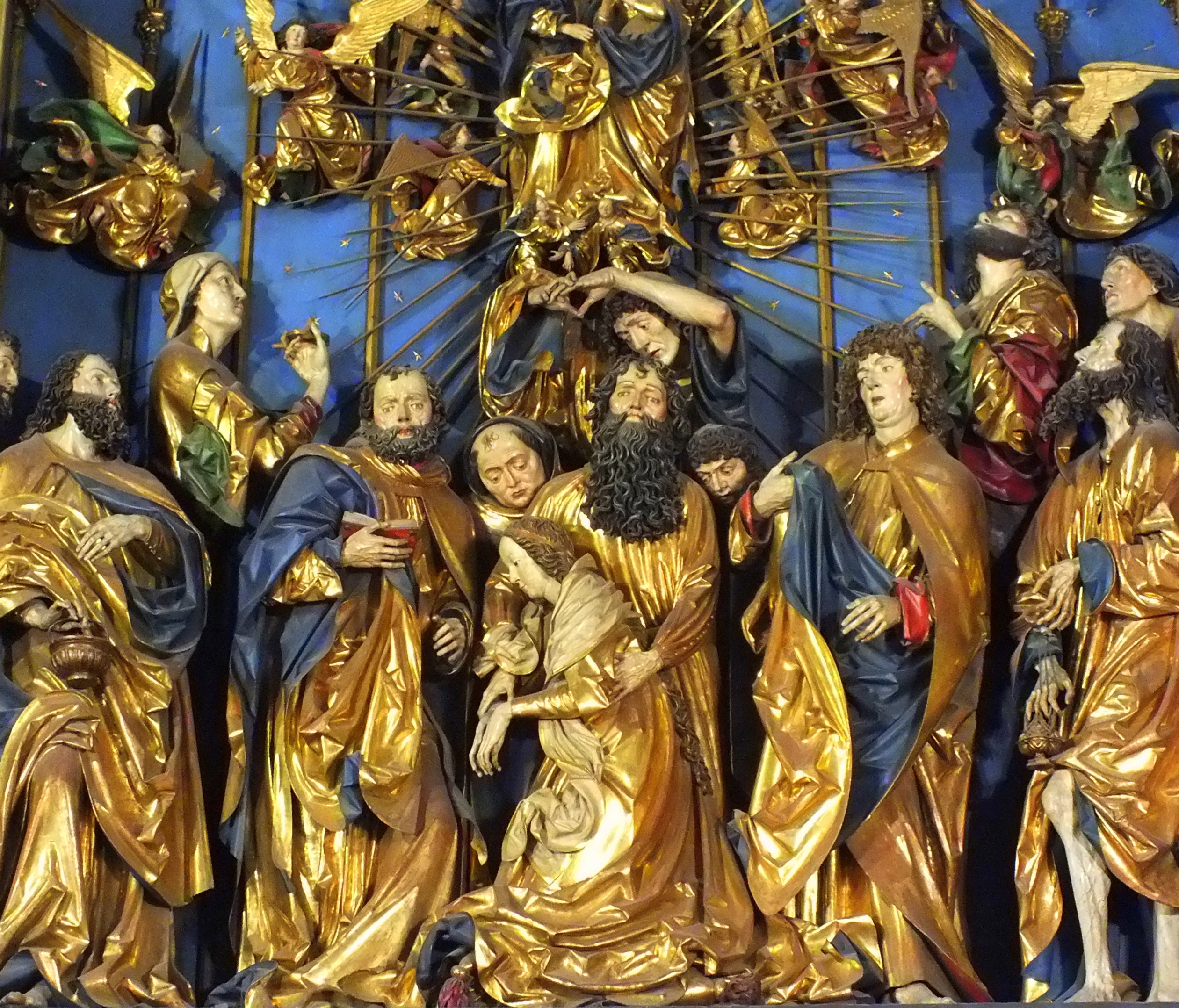
Центральная панель
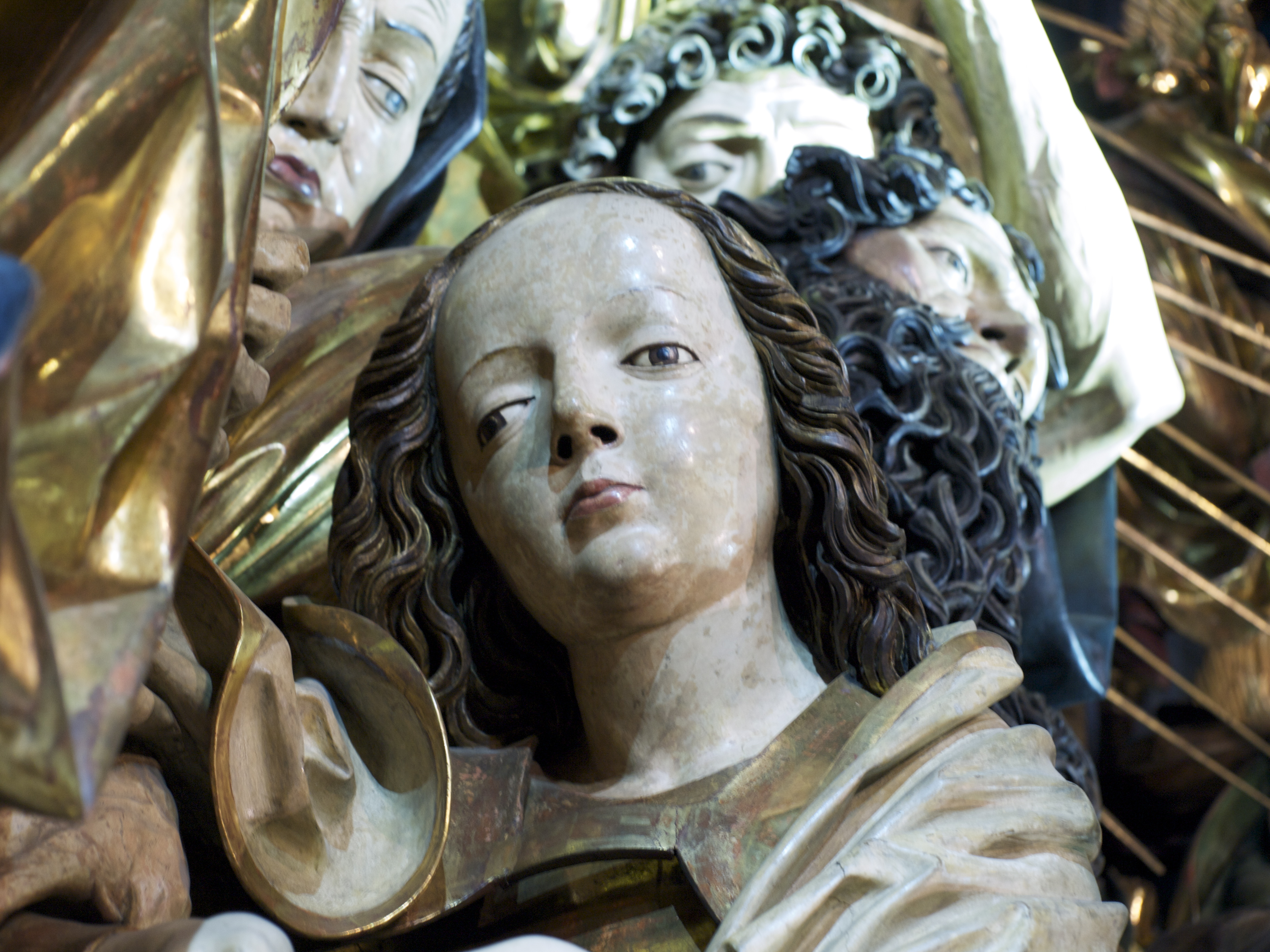
Деталь
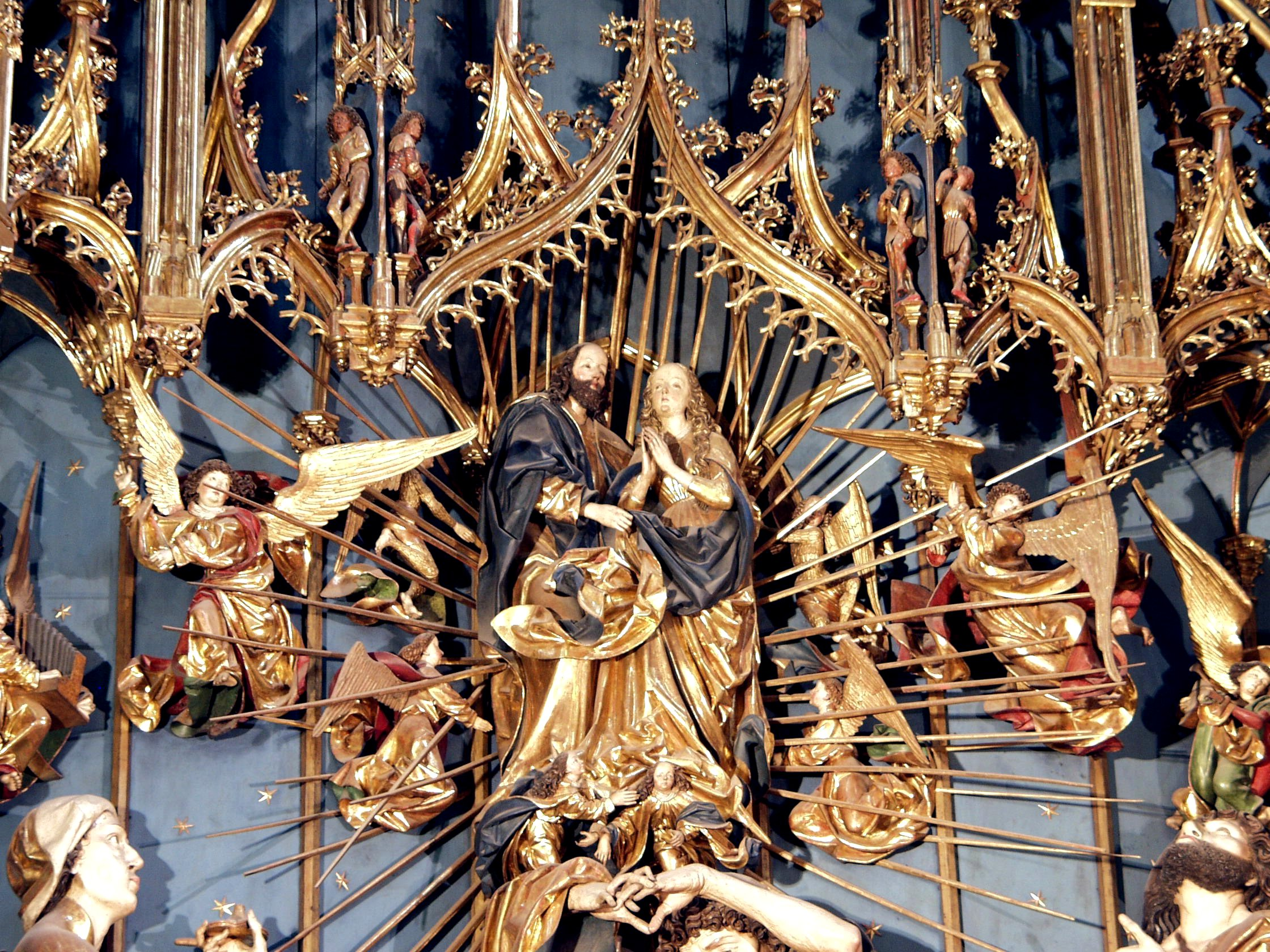
Центральная панель. Верхняя часть
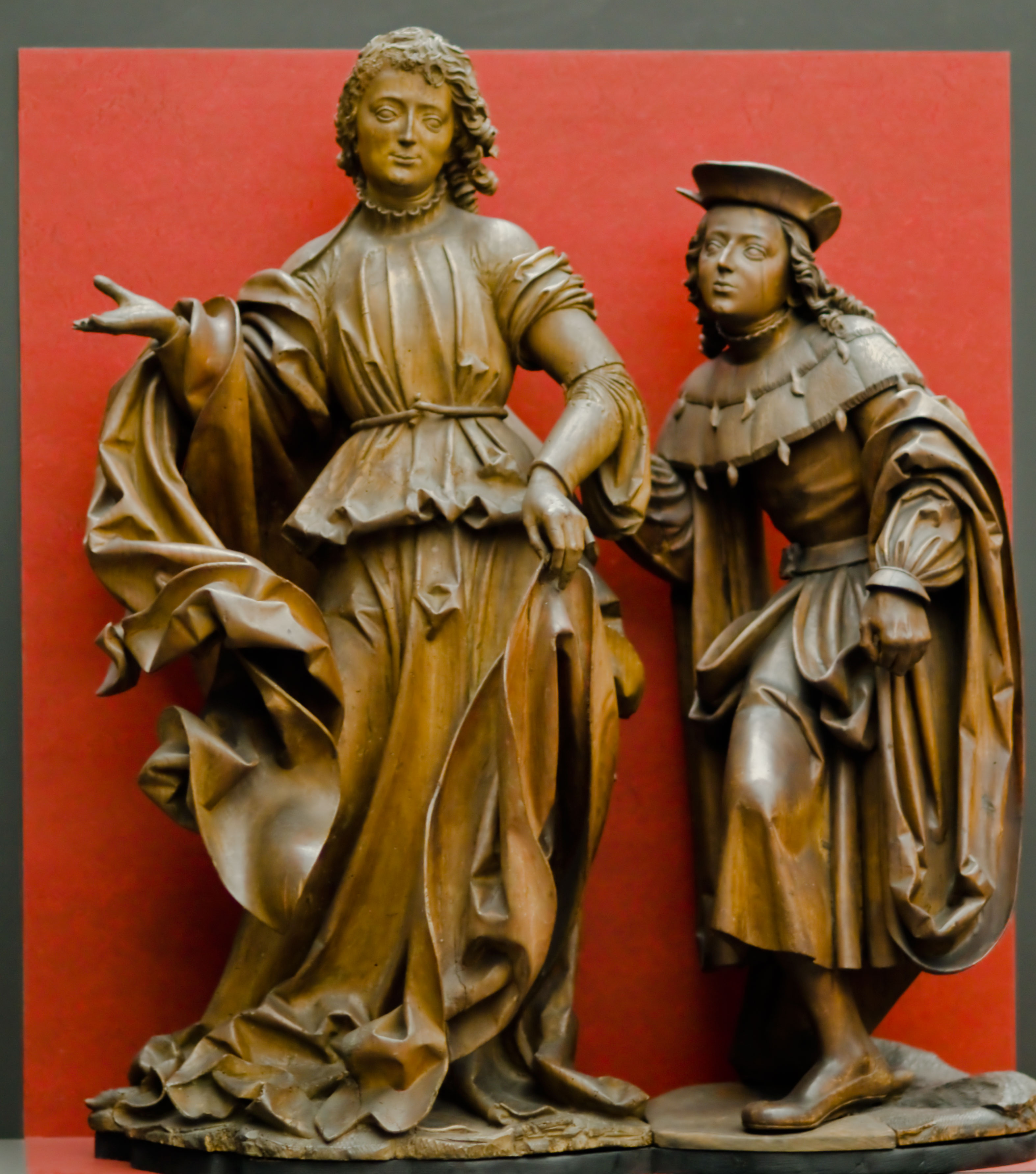
Архангел Рафаил и молодой Товия. Дерево. Германский национальный музей, Нюрнберг
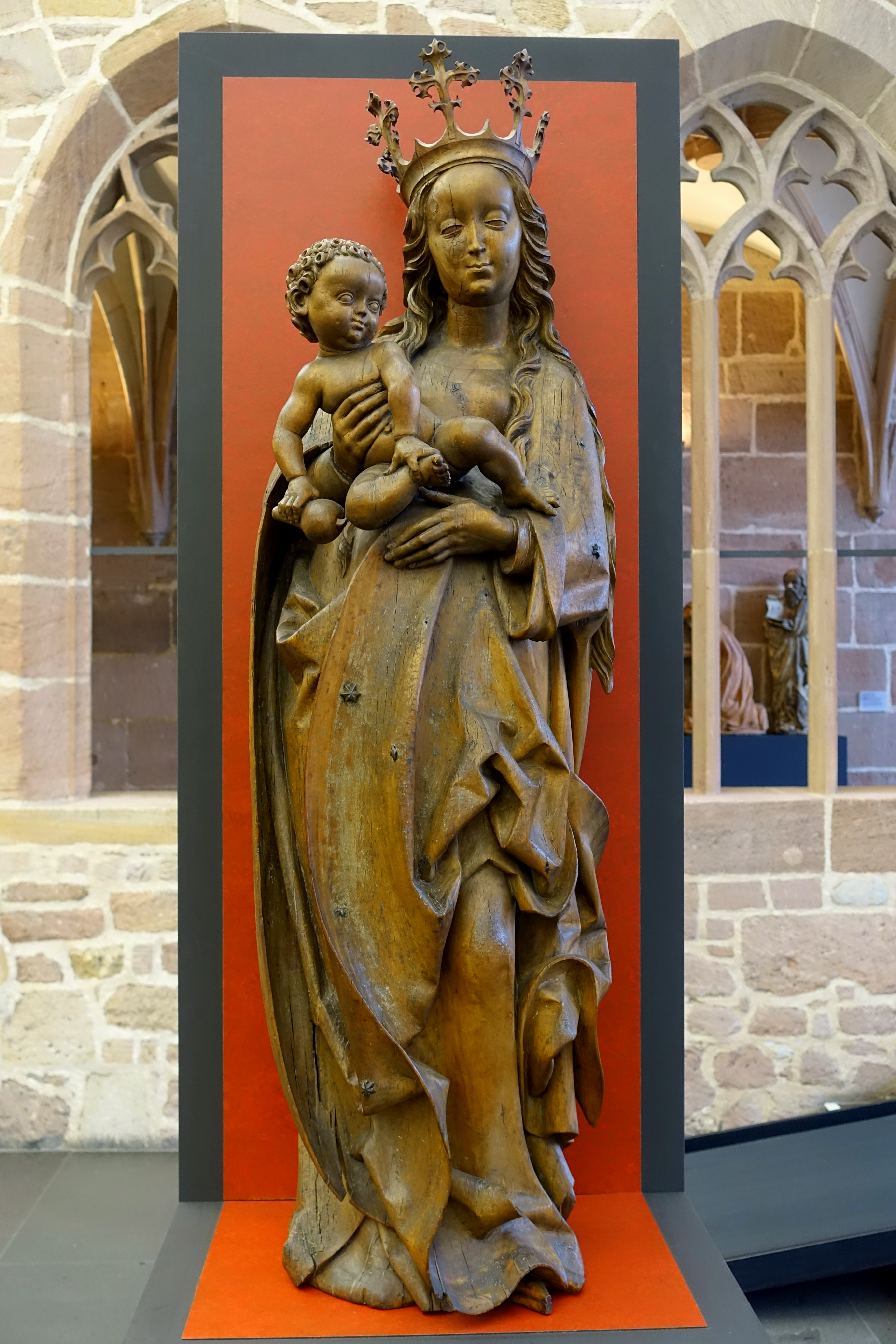
Maдонна с Младенцем. Ок. 1500. Дерево, роспись. Германский национальный музей, Нюрнберг
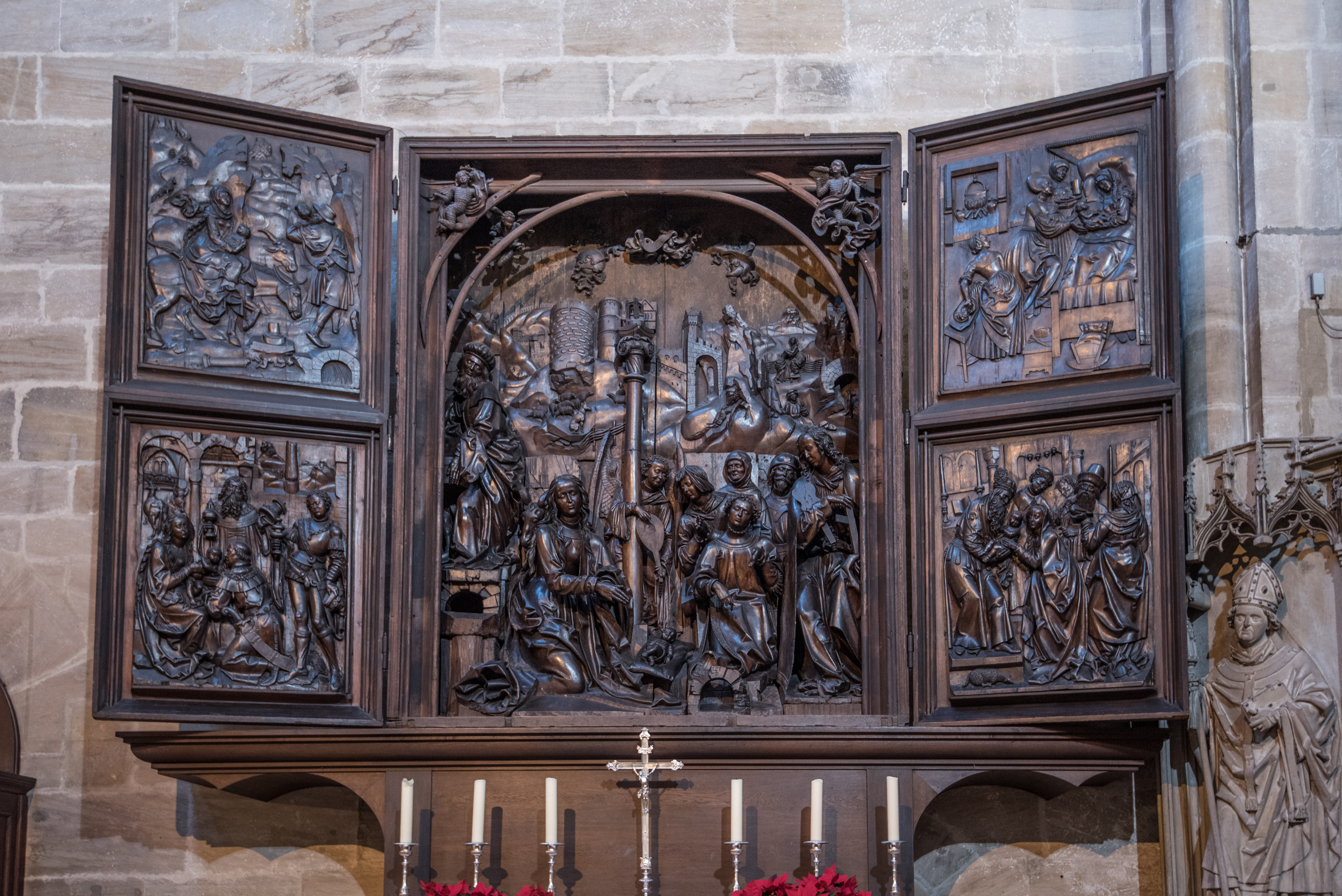
Алтарь Бамбергского собора. 1520
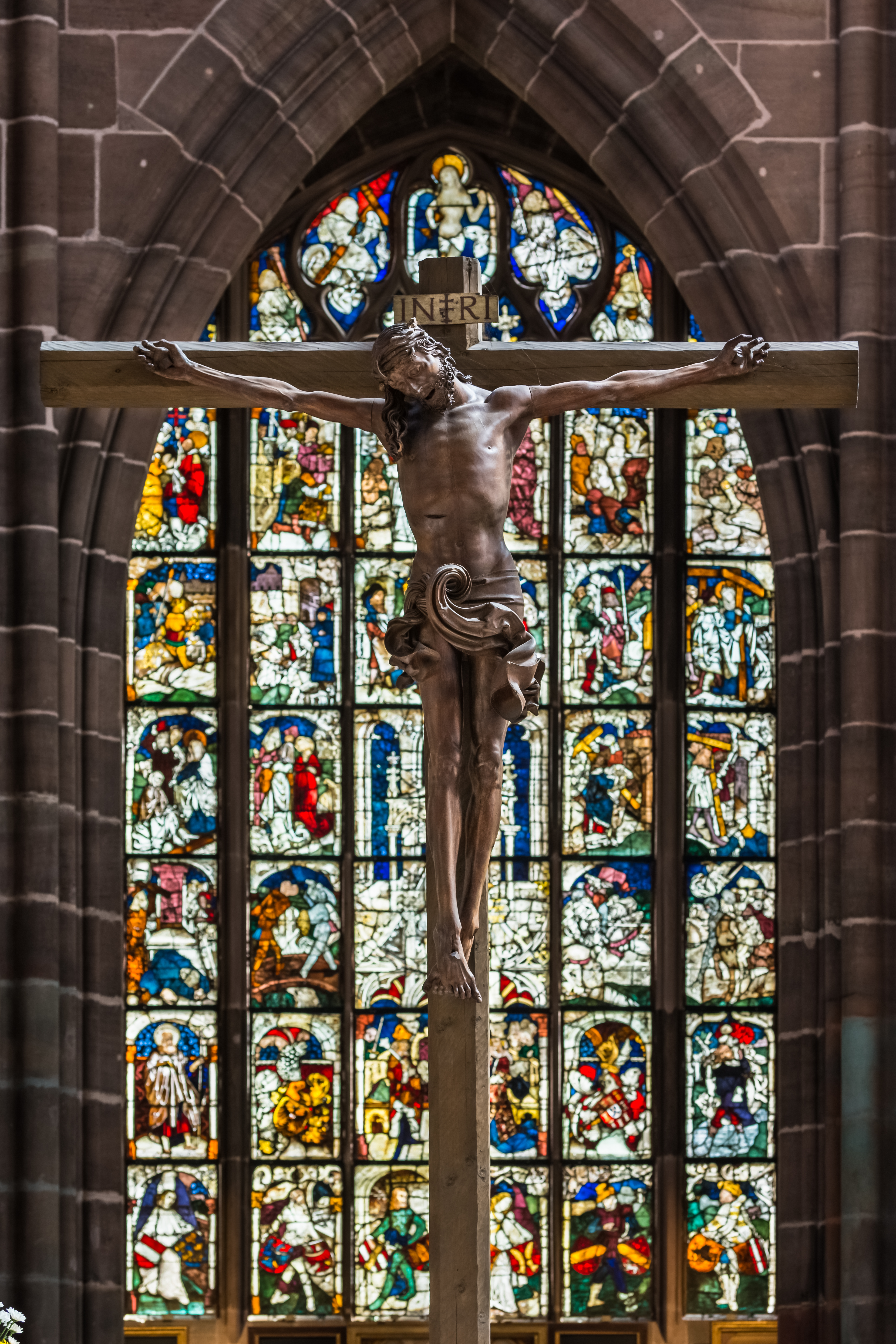
Распятие. Церковь Св. Лаврентия. Ок. 1500. Нюрнберг
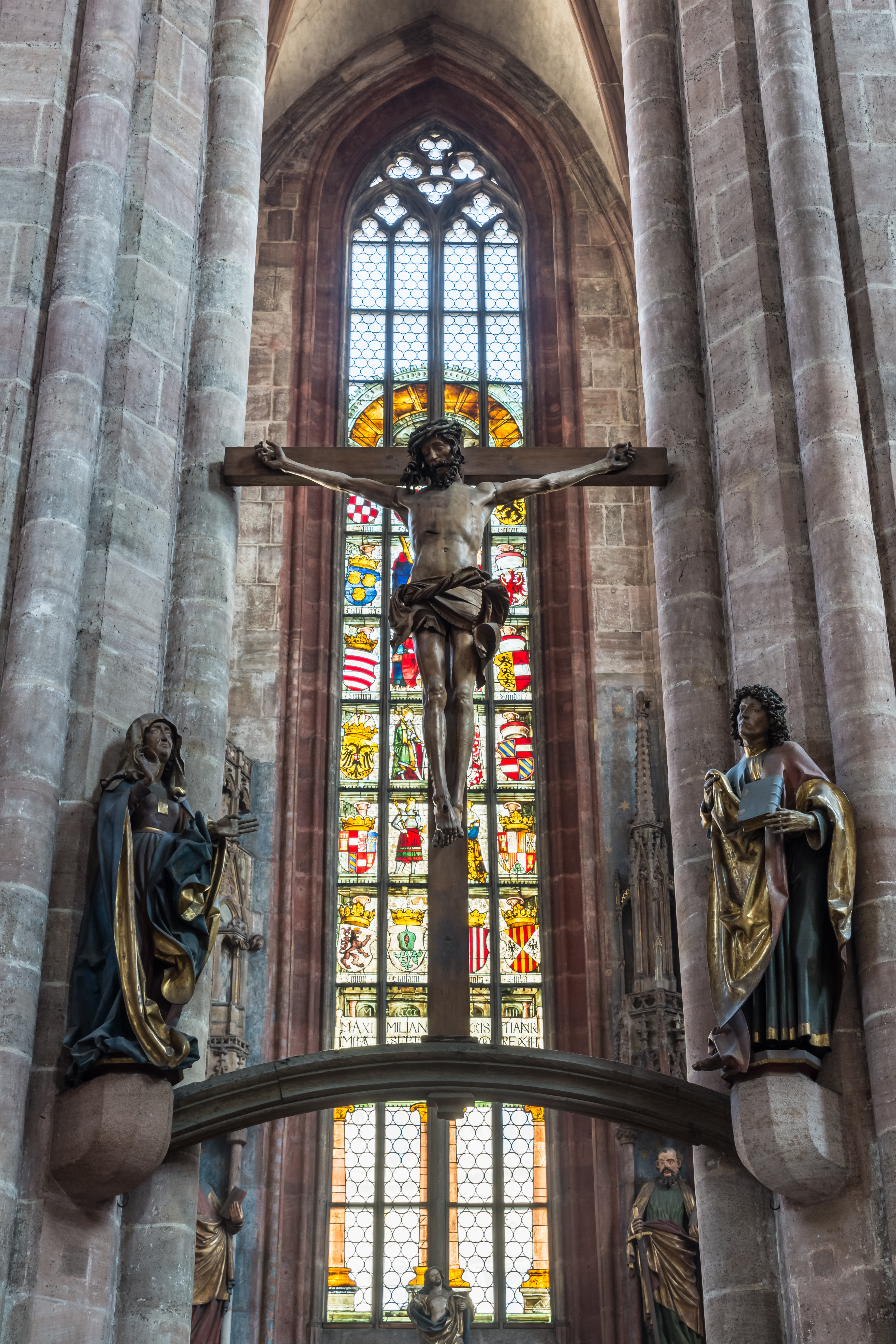
Распятие. 1520. Церковь Св. Зебальда, Нюрнберг
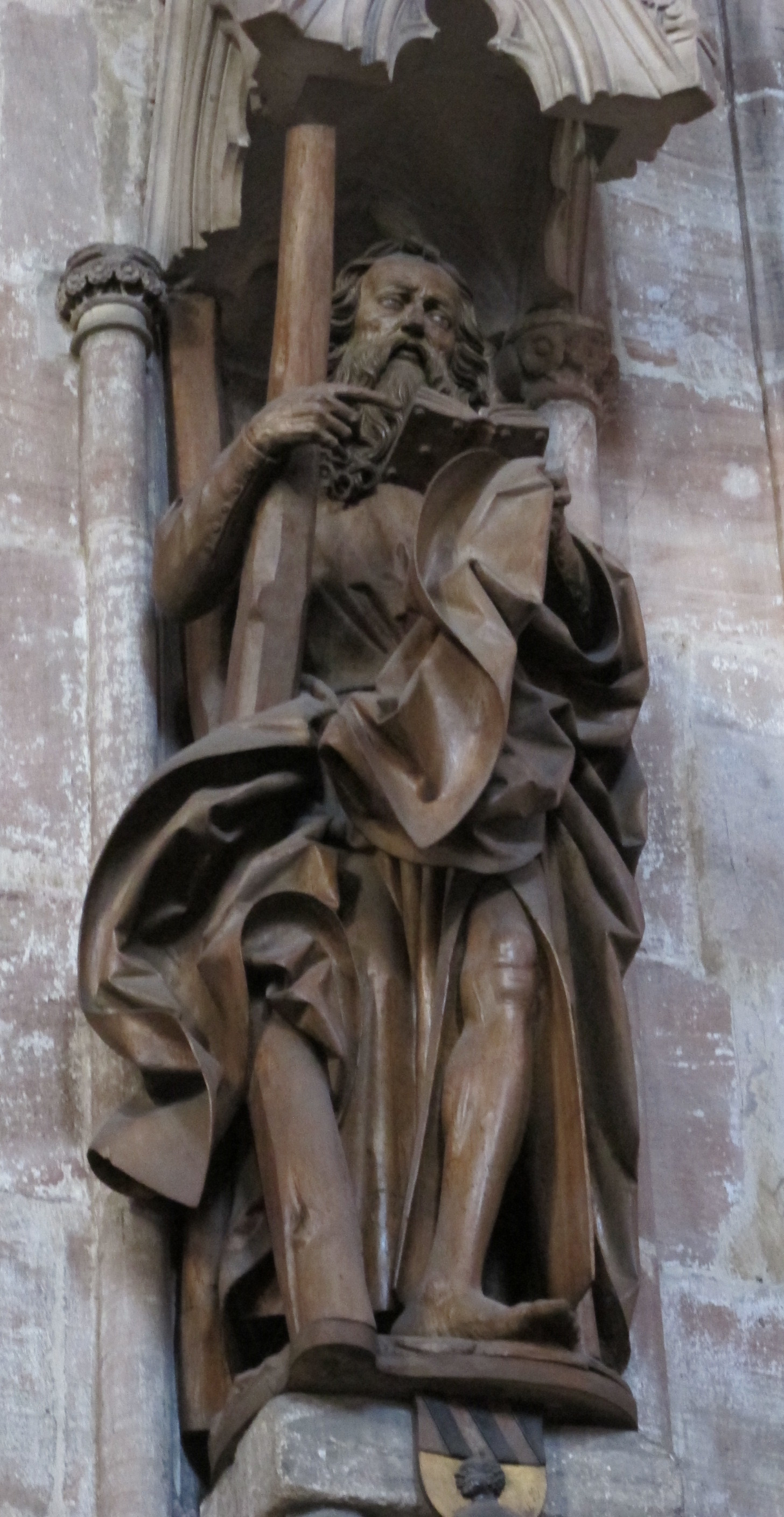
Апостол Андрей. Ок. 1506. Дерево. Церковь Св. Зебальда, Нюрнберг
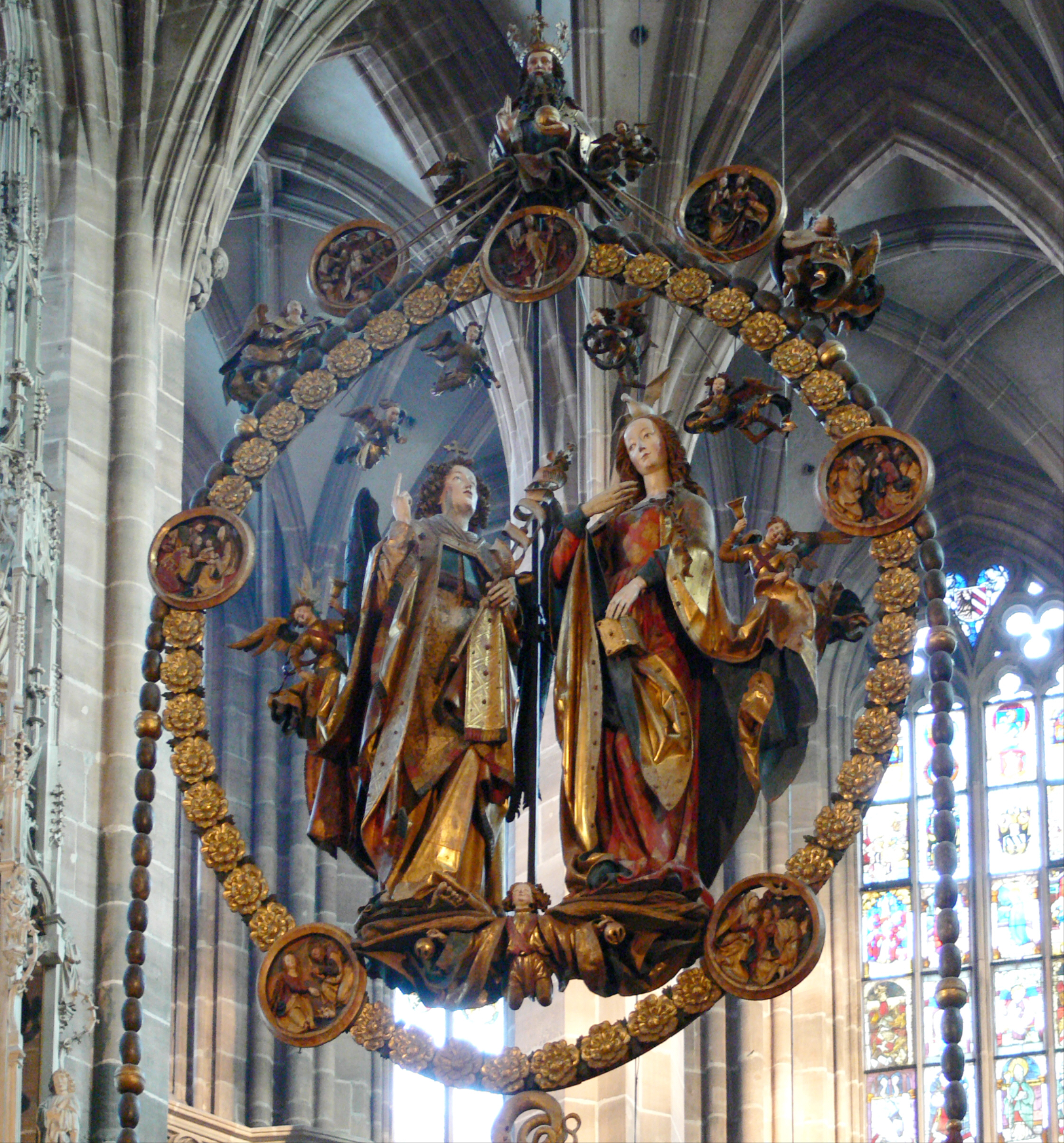
Благовещение  (Ангельское приветствие). 1517—1518. Дерево, роспись. Церковь Св. Лаврентия, Нюрнберг
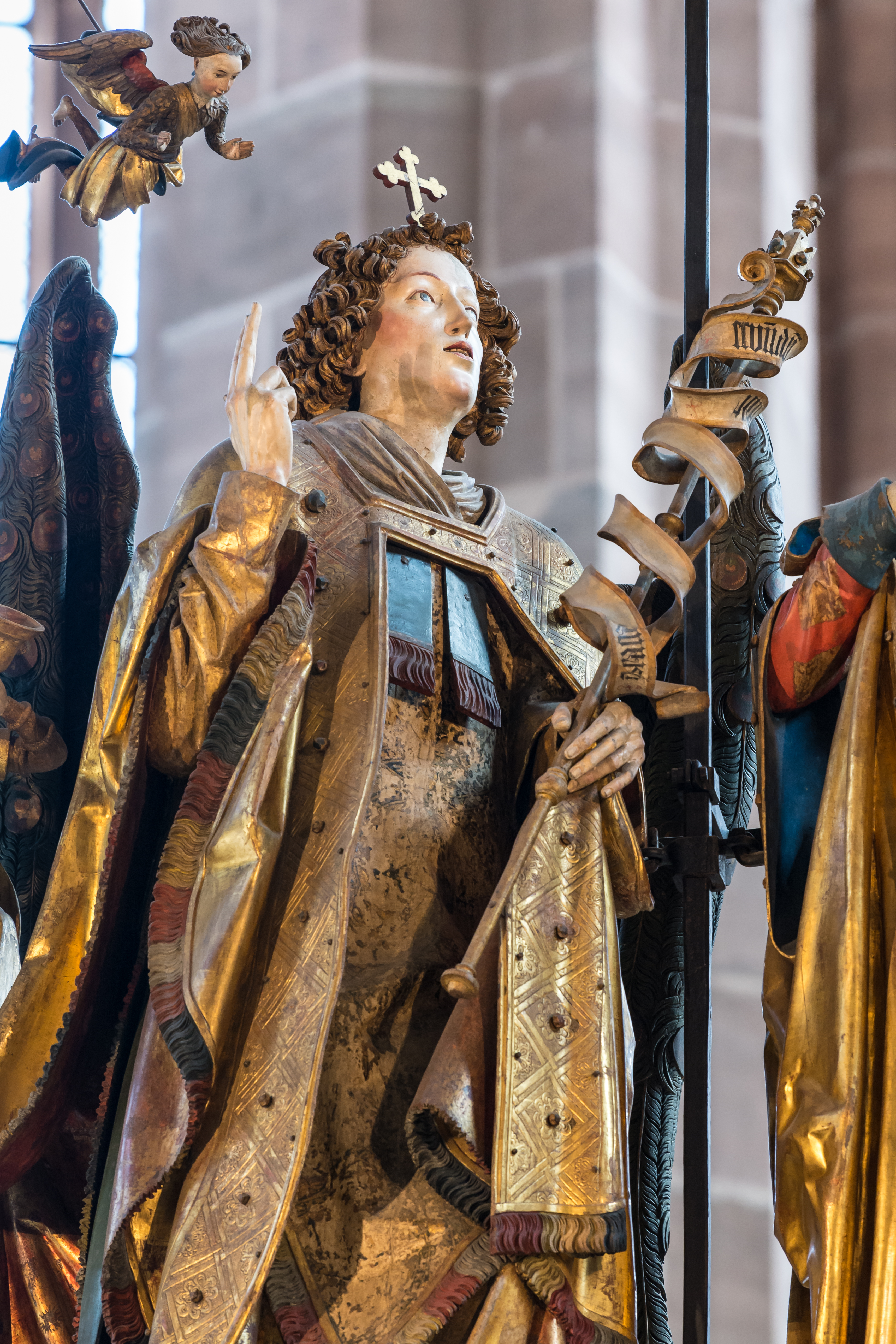
Архангел Гавриил
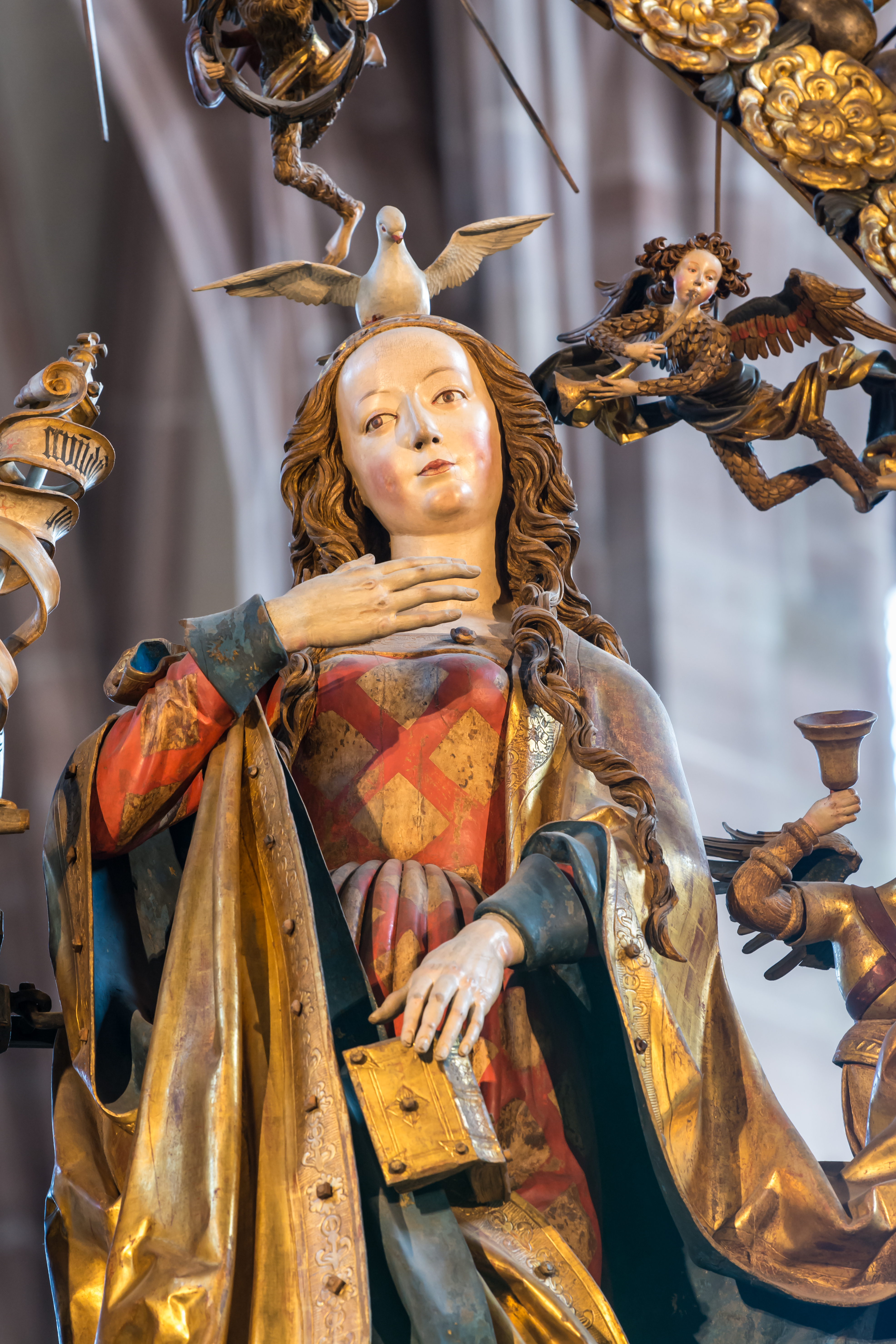
Дева Мария